# Abra (Unternehmen)

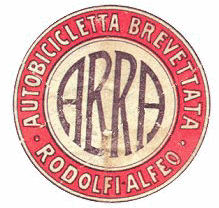

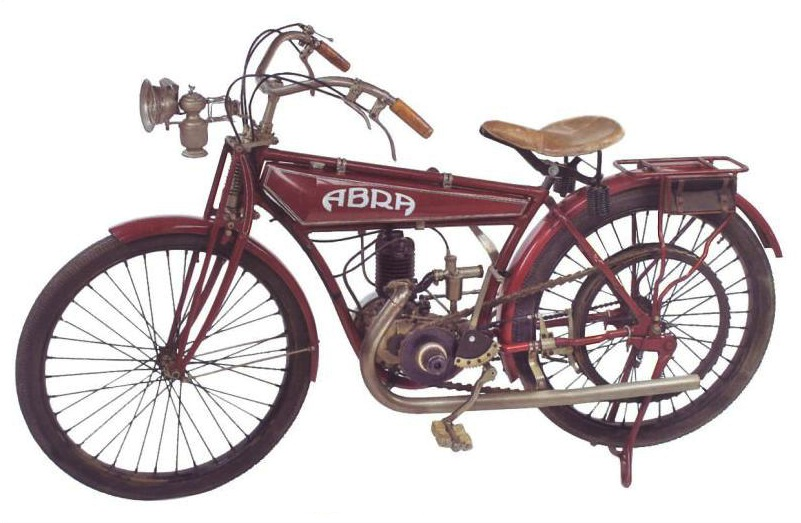
Abra 125 Sport von 1924

ABRA war eine italienische Motorradmarke, die in den 1920er-Jahren in Bologna von Alfeo Rodolfi gegründet wurde. Sie gilt als einer der frühen Vertreter der Motorradproduktion in der Region Emilia-Romagna.

## Geschichte
Alfeo Rodolfi (1894–1972), ehemaliger Techniker des Militärarsenals, leitete ab 1919 die Garage d’Azeglio in Bologna. 1920 begann er dort mit der Produktion eines für DKW-Motoren entwickelten Fahrgestells unter dem Markennamen ABRA (Abkürzung für: Autocicletta Brevettata Rodolfi Alfeo). Es war vermutlich das erste motorisierte Zweirad aus Bologneser Fertigung.
Im Jahr 1923 kamen erste Modelle auf den Markt, darunter die Typen Viaggio, Signore e Sacerdoti und Sport, alle mit einem liegenden 118-cm³-Zweitaktmotor von DKW. 1924 nahm eine modifizierte Version der ABRA Sport an verschiedenen Wettbewerben teil. Ab 1925 wurden neue DKW-Motoren mit 132 cm³ und 170 cm³ verwendet, womit ein Übergang vom motorisierten Fahrrad zum leichten Motorrad vollzogen wurde.
Neben der Zweiradherstellung arbeitete Rodolfi auch an einem Cyclecar und experimentierte mit DKW-Motoren in Booten und sogar in einem Segelflugzeug. Der sportliche Wettbewerb, ein damals wichtiger Werbeträger, wurde zugunsten dieser Entwicklungen jedoch vernachlässigt. Auf dem italienischen Markt setzten sich zu dieser Zeit Bologneser Motorradmarken wie GD und MM mit Eigenkonstruktionen durch. ABRA versuchte sich mit weiteren Modellen und einem 170-cm³-Leichtmotorrad gegen diese Konkurrenz zu behaupten.
Rodolfi gelang es trotz technischer Ambitionen nicht, seine kleine Werkstatt in ein dauerhaftes Industrieunternehmen zu überführen. In den 1950er-Jahren zog er sich weitgehend aus der Produktion zurück und widmete sich Reparaturarbeiten in einer kleinen Werkstatt in der Via Croce in Bologna. Alfeo Rodolfi starb 1972 und wurde auf dem Friedhof der Certosa di Bologna beigesetzt.

## Bedeutung
ABRA war einer der frühesten Motorradproduzenten Bolognas und steht exemplarisch für die handwerklich geprägte Frühphase der italienischen Motorradindustrie. Die Fahrzeuge vereinten einfache Technik mit DKW-Komponenten und waren vor allem für den Alltagsgebrauch konstruiert. Heute gelten sie als seltene Sammlerstücke.

## Modelle
Abra stellte mehrere leichte Motorräder her. Die Unterschiede zwischen den Jahrgängen lagen vor allem in Rahmenbauweise, Zündung, Getriebe und Höchstgeschwindigkeit.

### ABRA Viaggio (1923)
- Motor: DKW, liegender Zweitakt-Einzylinder
- Bohrung/Hub: 50 × 60 mm
- Hubraum: 117,7 cm³
- Zündung: Schwungradmagnetzündung
- Schmierung: Benzin-Öl-Gemisch
- Getriebe: 3:1-Untersetzung
- Endantrieb: Riemen
- Rahmen: Einschleifenrahmen aus Stahlrohr
- Räder: 700 × 38B
- Höchstgeschwindigkeit: ca. 45 km/h

### ABRA Sport (1924)
- Motor: DKW, stehender Zweitakt-Einzylinder
- Bohrung/Hub: 52,5 × 60 mm
- Hubraum: 129,8 cm³
- Zündung: Schwungradmagnetzündung
- Primärübertragung: Zahnräder
- Getriebe: 2-Gang
- Endantrieb: Riemen
- Rahmen: Einschleifenrahmen, Stahlrohr
- Räder: 26 × 2
- Höchstgeschwindigkeit: ca. 65–70 km/h

### ABRA Sport (1925)
- Motor: DKW, stehender Zweitakt-Einzylinder
- Bohrung/Hub: 52,5 × 60 mm
- Hubraum: 129,8 cm³
- Zündung: Schwungradmagnetzündung
- Primärübersetzung: Zahnräder
- Getriebe: 2-Gang
- Endantrieb: Riemen
- Rahmen: Schleifenrohrrahmen
- Räder: 26 × 2
- Höchstgeschwindigkeit: ca. 75 km/h

### Rodolfi-Hilfsmotor (Ende 1920er/Anfang 1930er Jahre)
- Typ: Hilfsmotor
- Motor: Einzylinder-Zweitaktmotor mit Schrägverzahnung
- Bohrung/Hub: 38,8 × 41 mm
- Hubraum: 48,4 cm³
- Zündung: Dansi-Schwungrad
- Schmierung: Benzin-Öl-Gemisch